# Micrurus hemprichii
Micrurus hemprichii é uma espécie de cobra-coral, um elapídeo do gênero Micrurus. É uma coral bicolor de médio porte, medindo entre 50 e 60 cm de comprimento (máximo de 91 cm). Frente da cabeça de cor preta, seguida por um anel amplo de cor amarelo-alaranjado e pescoço preto. Padrão único de cor para o gênero, com anéis de cor amarelo-alaranjado separados por tríades de anéis pretos separados por finas linhas brancas.